# Кармел (Нью-Йорк)
Кармел (англ. Carmel) — город (таун) в округе Патнам, штат Нью-Йорк, США. Население — 34 106 чел. (по оценке 2019 года).

## История
До прихода европейцев земля, где ныне находится Кармел, была заселена индейцами племени ваппингеров, которые в 1691 году продали её голландским купцам. В 1697 году богатый нью-йоркский купец Адольф Филипс приобрёл здесь землю и получил патент от короля Вильгельма III Оранского на весь земельный участок, который теперь является округом Патнам. Поселенцы, которые начали прибывать сюда в 1720 году, арендовали землю у семьи Филипсов или индейцев.
В ночь на 26 апреля 1777 года шестнадцатилетняя Сибил Лудингтон проскакала на лошади через Кармел и Кент, предупредив полк своего отца, о наступлении британцев на Данбери в Коннектикуте.

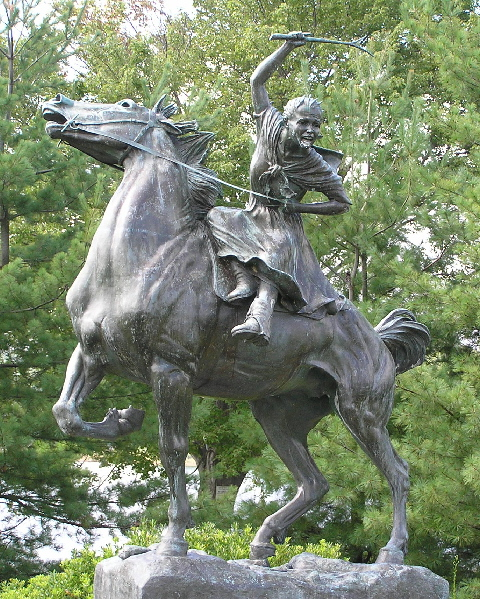
Памятник Сибил Лудингтон.

После американской революции нижняя часть округа Датчесс была разделена на несколько новых городов, которые впоследствии стали округом Патнам в 1812 году. Одним из таких городов был Кармел. 
В начале и середине XIX века Кармел и, в частности, озеро Махопак стали популярным местом отдыха городских жителей. Начиная с 1834 года вдоль берега озера начали строиться отели, пансионаты и коттеджи, что позволило посетителям заниматься купанием, катанием на лодках, катанием на коньках и всевозможными летними и зимними мероприятиями. Отели «Махопак», «Томпсон-Хаус», «Дин-Хаус» и «Форест-Хаус» были одними из самых больших и популярных. В 1870-1880-е гг. через Кармел была проложена железная дорога из Нью-Йорка.
В 1898 и 1911 годах были созданы водохранилища Уэст-Бранч и Кротон-Фоллс соответственно.

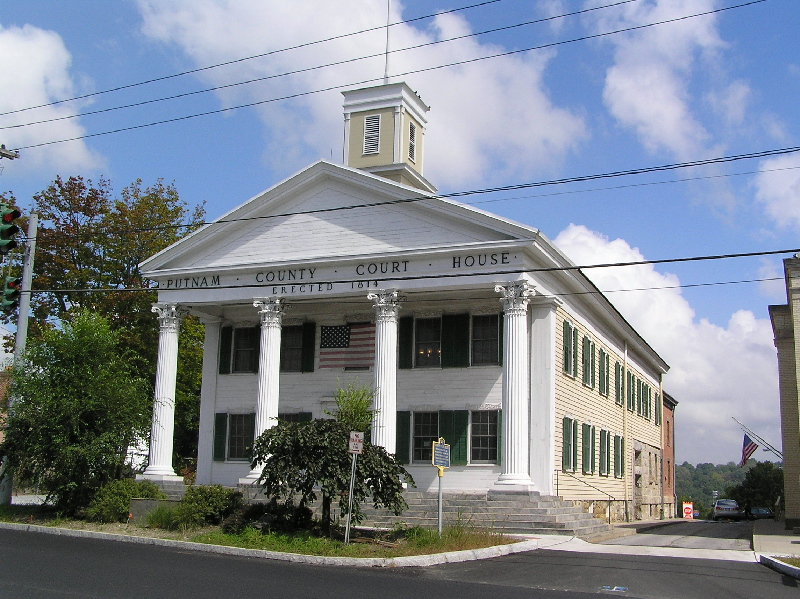
Первоначальное здание окружного суда.

В настоящее время в Кармеле находятся три объекта, занесённые в Национальный реестр исторических мест: кладбище Джилид является последним пристанищем как минимум двух десятков ветеранов Войны за независимость США, в том числе разведчика Энока Кросби, ставшего прообразом главного героя романа Фенимора Купера «Шпион, или Повесть о нейтральной территории». Мемориальная библиотека Рида была открыта в 1914 году. Она была построена Арриеттой Крейн Рид в память о её муже Уильяме Белдене Риде. Здание суда округа Патнам было построено в 1814 году и несколько лет ремонтировалось или улучшалось. Оно было закрыто в 1988 году для капитального ремонта и вновь открыто в 1994 году.
4 декабря 1965 года над Кармелом столкнулись Lockheed L-1049 и Boeing 707, 4 человека погибли, 49 пострадали
Восемь жителей Кармела погибли во время терактов 11 сентября, в честь них на углу 52-й дороги и Фэр-стрит обустроен мемориальный парк.

## География

Кармел на карте округа Патнам вместе с статистически обособленными местностями.

Город находится в округе Патнам к северу от Нью-Йорк-сити. С юга граничит с округом Уэстчестер. На территории Кармела находятся две статистически обособленные местности — деревни Кармел (здесь располагается правительство округа) и Махопак. 

## Население
По переписи 2010 года, население Кармела составляло 34 229 человек. По оценке 2019 года, численность снизилась до 34 109 чел. Подавляющее большинство (91,3%) — белые.